# George Steevens
George Steevens (Londra, 10 maggio 1736 – Hampstead, 22 gennaio 1800) è stato un critico letterario inglese, specializzato in studi  scespiriani.
Nel 1773, su invito di Samuel Johnson curò l'edizione in dieci volumi delle opere di Shakespeare .
È sua la frase molte volte tradotta e citata che afferma come di William Shakespeare fossero note con certezza, all'epoca, solo poche e scarne informazioni anagrafiche:
(The plays and poems of William Shakespeare, 1785)